# Xã Shawnee, Quận Gallatin, Illinois
Xã Shawnee (tiếng Anh: Shawnee Township) là một xã thuộc quận Gallatin, tiểu bang Illinois, Hoa Kỳ. Năm 2010, dân số của xã này là 230 người.